# Olibrus liquidus
Olibrus liquidus is een keversoort uit de familie glanzende bloemkevers (Phalacridae). De wetenschappelijke naam van de soort werd in 1845 gepubliceerd door Wilhelm Ferdinand Erichson.